# آرثر ويب جونز
آرثر ويب جونز (1875 - 1917) طبيبا بريطانيا بارزا في مجال طب النساء، خدم على نطاق واسع كجراح مع الجيش البريطاني في مصر.

## مولدة وعائلتة
ولد آرثر في غلامورغان، وكان الابن الثاني لويليام ماثيو جونز، وهو مالك مشارك في وكلاء النقل عبر أوروبا م. جونز وإخوانه، وأغنيس إيدا لونغ. كان شقيقه الوحيد هو إرنست ويليام جونز (1870 - 1941). ووالده جيمس ويليام ويب جونز.
شمل ابن عمه إدوين برايس جونز (1855-1924)، ونائب القنصل في تشيلي، وسكرتير غرفة التجارة، والنقيب اليميني ويليام وين جونز (1900-1950)، وأسقف أنطليكاني وسط تنجانيقا في أفريقيا.

## مهنتة
تعلم آرثر ويب جونز في كلية مالفرن، مستشفى سانت توماس، وجامعة لندن، كان موضوع الدكتوراه الخاص به «بلهارزيوسيس في النساء»، وكان جونز قادرا على الكتابة بشكل موثوق بسبب خبرته الواسعة في جراحة أمراض النساء في الإسكندرية، مصر. وتشمل الأعمال المنشورة البارزة «فتق قطني» و«حالتين من جينيكوماستيا». أصبح زميلا في كلية الجراحين الملكية بإنجلترا في 31 مايو 1900.
من 1900-1904 خدم ويب جونز في القوات البرية المصرية في السودان، وفي نهاية فترتة التي استمرت خمس سنوات ترك الخدمة للاستقرار في الممارسة الخاصة وتلقى شكر سردار والحاكم العام للسودان على خدماته. بدأ في 8C رو ستمبول، الإسكندرية، وعين جراح للأمراض النسائية في المستشفى الحكومي والمسؤول الطبي إلى سكة حديد الدولة المصرية، حي الإسكندرية. خلال حملة جاليبولي، قام ويب جونز بخدمة يومان مع الجيش البريطاني من مايو 1915 إلى ديسمبر 1916.
أقام في مصر في الفترة من 1913 إلى 1917، عندما اندلع في فصل الربيع وباء التيفوس في الإسكندرية. وقد دُعى ويب جونز لإعطاء الحقن في الوريد من محلول ملحي لممارس شقيق كان يموت من التيفوس في هذه العملية، وتوفي بعد أحد عشر يوما في وقت لاحق، في 30 أبريل 1917.
وفاته كانت تبرر ذكرها في تقرير استخباراتي خاص إلى مجلس النواب، الذي نشر في مجلة لانسيت.
تم وضع اسمه في لفة الشرف في كلية الجراحين الملكية بإنجلترا.

## زواجة
تزوج آرثر ويب جونز ليليان بيل لونغ (1875-1907) في عام 1906 وكان للزوجين ثلاثة أطفال:
1. فرانسيس آرثر جون ويب جونز (في وقت لاحق واكمان لونغ) (ب 21 أكتوبر 1910، مرليبون، لندن - د 1986، دوفر) الذي غير لقبه إلى واكمان لونغ في وقت زواجه. كان فرانسيس محاميا شغل منصب رئيس شركة الباخرة العائلية، م. جونز وبروثرز، حتى أنهى في عام 1942.[12]
2. مارجوري أغنس ويبجونز (1912 - 2005) متزوج ليونيل س. لورد سبتمبر 1935 في كنسينغتون.
3. آرثر فرسس (17 يونيو 1917، الإسكندرية - 1965). متزوج دورين أريادن إلوود (1921-2016). كابتن في الفيلق الطبي بالجيش الملكي البريطاني.[13]